# Foulques Ier de Choiseul
Foulques Ier de Choiseul, né vers 1095 et mort après 1147, est seigneur de Choiseul et de Bourbonne. Il est le fils d'Olry d'Aigremont, seigneur d'Aigremont, et d'Adeline de Choiseul, dame de Choiseul.

## Biographie
Foulques hérite de la seigneurie de Choiseul, la plus importante et qui était de l’apanage de leur mère, alors que son frère puîné, Renier d'Aigremont, hérite de la seigneurie d'Aigremont qui appartenait à leur père.
Entre 1117 et 1134, il est excommunié avec son père et certains de ses frères par l'archevêque de Besançon à cause de disputes avec les chanoinesses de l'abbaye de Remiremont à propos de Martinvelle.
Avant 1126, il est de nouveau excommunié à cause d'un différend avec l'abbaye de Morimond, fondée en 1115 par son père. Toutefois, il cesse ses réclamations après l'intervention de son oncle Guillenc d'Aigremont, évêque de Langres.

## Mariage et enfants
Vers 1120, il épouse une femme dont le nom est inconnu, probablement une fille de Renard III, comte de Toul, dont il a au moins quatre enfants :
- Renard Ier de Choiseul, qui succède à son père ;
- Renier de Choiseul, qui devient seigneur de Bourbonne ;
- Olry de Choiseul, qui devient chanoine ;
- Gérard de Choiseul, qui épouse Havis de Nully.

## Sources
- Marie Henry d'Arbois de Jubainville, Histoire des Ducs et Comtes de Champagne, 1865.
- L'abbé Grassot, Les seigneurs de Choiseul, 1887.
- Henri de Faget de Casteljau, Recherches sur la Maison de Choiseul, 1970.
- Gilles Poissonnier, Histoire des Choiseul, 1996.